# Mycomya lambi
Mycomya lambi är en tvåvingeart som beskrevs av Edwards 1941. Mycomya lambi ingår i släktet Mycomya och familjen svampmyggor. Inga underarter finns listade i Catalogue of Life.